# Core 2 Solo
Core 2 Solo è il nome commerciale di una serie di microprocessori x86 di ottava generazione sviluppati da Intel, presentati nel settembre del 2007.
Come i Core 2 Duo per i Core Duo, i Core 2 Solo sono l'evoluzione dei precedenti processori Core Solo, anch'essi riservati a sistemi portatili ma solo disponibili in versioni ultra-low voltage BGA.

## Modelli arrivati sul mercato
- Nome Commerciale: si intende il nome con cui è stato immesso in commercio quel particolare esemplare (LV=Low Voltage o Bassa tensione; ULV=Ultra Low Voltage).
- Data: si intende la data di immissione sul mercato di quel particolare esemplare
- Socket: lo zoccolo della scheda madre in cui viene inserito il processore. In questo caso il numero rappresenta oltre al nome anche il numero dei pin di contatto.
- N°C.: sta per "N°Core" e si intende il numero di core montati sul package: 1 se "single core" o 2 se "dual core".
- Clock: la frequenza di funzionamento del processore.
- Molt.: sta per "Moltiplicatore" ovvero il fattore di moltiplicazione per il quale bisogna moltiplicare la frequenza di bus per ottenere la frequenza del processore.
- Pr.Prod.: sta per "Processo produttivo" e indica tipicamente la dimensione dei gate dei transistors (180 nm, 130 nm, 90 nm) e il numero di transistor integrati nel processore espresso in milioni.
- Voltag.: sta per "voltaggio" e indica la tensione di alimentazione del processore.
- Watt: si intende il consumo massimo di quel particolare esemplare.
- Bus: frequenza del bus di sistema.
- cache: dimensione delle cache di 1º, 2º e 3º livello.
- XD: sta per "XD-bit" e indica l'implementazione della tecnologia di sicurezza che evita l'esecuzione di codice malevolo sul computer.
- 64: sta per "EM64T" ovvero l'implementazione della tecnologia a 64 bit di Intel.
- HT: sta per "Hyper-Threading" e indica l'implementazione della esclusiva tecnologia Intel che consente al sistema operativo di vedere 2 core logici.
- ST: sta per "SpeedStep Technology" ovvero la tecnologia di risparmio energetico sviluppata da Intel e inserita negli ultimi Pentium 4 Prescott serie 6xx per contenere il consumo massimo.
- VT: sta per "Vanderpool Technology", la tecnologia di virtualizzazione che rende possibile l'esecuzione simultanea di più sistemi operativi differenti contemporaneamente.
- Core: si intende il nome in codice del progetto alla base di quel particolare esemplare.

Processori per notebook
| Nome Commerciale   | Data             | Socket   | N°C. | Clock     | Molt. | Pr.Prod.       | Voltag.       | Watt  | Bus     | cache            | XD | 64 | HT | ST | VT | Core      |
| ------------------ | ---------------- | -------- | ---- | --------- | ----- | -------------- | ------------- | ----- | ------- | ---------------- | -- | -- | -- | -- | -- | --------- |
| Core 2 Solo U2100  | 5 settembre 2007 | µBGA 479 | 1    | 1,067 GHz | 8x    | 65 nm 167 mil. | 0.8 - 0.975 V | 5.5 W | 533 MHz | L1=1x32KB L2=1MB | Sì | Sì | No | Sì | Sì | Merom-1M  |
| Core 2 Solo U2200  | 5 settembre 2007 | µBGA 479 | 1    | 1,2 GHz   | 9x    | 65 nm 167 mil. | 0.8 - 0.975 V | 5.5 W | 533 MHz | L1=1x32KB L2=1MB | Sì | Sì | No | Sì | Sì | Merom-1M  |
| Core 2 Solo SU3300 | 19 agosto 2008   | µBGA 956 | 1    | 1,2 GHz   | 6x    | 45 nm 410 mil  | 0.775 - 1.1 V | 5.5 W | 800 MHz | L1=2x32KB L2=3MB | Sì | Sì | No | Sì | Sì | Penryn-3M |
| Core 2 Solo SU3500 | 29 marzo 2009    | µBGA 956 | 1    | 1,4 GHz   | 7x    | 45 nm 410 mil  | 0.775 - 1.1 V | 5.5 W | 800 MHz | L1=1x32KB L2=3MB | Sì | Sì | No | Sì | Sì | Penryn-3M |